# Safe & Sound
«Safe & Sound» (с англ. — «Целы и невредимы») — песня американской певицы Тейлор Свифт и группы The Civil Wars, выпущенная в качестве ведущего сингла официального саундтрека к художественному фильму «Голодные игры».
Первоначально песня, написанная Свифт, не планировалась для включения в саундтрек. В первые дни выпуска она была доступна исключительно для покупки на iTunes Store. Впоследствии получила распространение в других интернет-магазинах в качестве сингла. К началу 2012 года певица заявила, что песня будет звучать не только в фильме, но и попадет в официальный саундтрек к нему.
Композиция была положительно принята критикой. Её называли одной из ведущих претендентов на премию Золотой глобус в номинации "Лучшая песня, написанная к фильму". Музыкальный критик Эми Сайрату из Pop Crush отметила «хриплый и опьяняющий вокал Тейлор», а также консервативность в выборе мелодии и «аккомпанемент гитары, создающий атмосферу песен у костра». Журналист Rolling Stone Джоди Розен дала синглу четыре звезды из пяти, назвав его "красивой балладой". На 55-й церемонии «Грэмми» песня была представлена в двух категориях: "Лучшее кантри, исполненное дуэтом или группой" и "Лучшая песня, записанная для медиакультуры". В последней категории Тейлор одержала победу.
Песня дебютировала в чарте Billboard Hot Digital Songs под номером 19 со 130 тысячами проданных записей. В рейтинге Hot 100 композиция показала невысокие результаты, достигнув 30-й максимальной позиции. По состоянию на конец 2012 года сингл был продан более 1.3 млн раз на территории США. Стоит отметить, что «Safe & Sound» получила популярность и за пределами Соединенных Штатов. В Новозеландском национальном чарте она достигла пиковой 11-й позиции.

## Кавер-версия Carpenters

### Трек-лист
1. Safe and Sound — 3:42